# 126-я пехотная дивизия (вермахт)
126-я пехо́тная диви́зия — тактическое соединение сухопутных войск вооружённых сил нацистской Германии периода Второй мировой войны.
Которая воевала в составе немецкой армии в годы Второй мировой войны. Была сформирована 15 октября 1940 года в Мюнстере, Германия. Воевала на Восточном фронте. Участвовала в блокаде Ленинграда.

## История
С октября 1940 года по январь 1941 года находилась в Зеннелагере (нем. Sennelager). Была включена в состав 11-й армии и относилась к группе армий «С». В феврале отправлена в Хамельн (район Хильдесхайм, Ганновер). 5 апреля включена в состав 16-й армии и передислоцирована в Восточную Пруссию. 13 апреля передана в 18-ю армию и включена в группу армий «В». Но уже 23 мая вернулась в состав 16-й армии. Также дивизию перевели в группу армий «Север». В июне передислоцирована под Вилькию. 15 августа дивизия участвовала во взятии Новгорода. 26 августа дивизия под Шелонью. Дивизия входила в состав 18-й армии. В сентябре—октябре 1941 года дивизия воевала в районе Шлиссельбург-Липки-Ладожское озеро. Участвовала в блокаде Ленинграда, предварительно захватив Шлиссельбург. В октябре 1941 — январе 1942 в составе 16-й армии сражалась на Волховском фронте. В марте—июне переведена в состав 18-й армии. В июле 1942 — январе 1943 дивизия оборонялась под Демянском. В ходе Демянской наступательной операции советских войск дивизия отступала под Старую Руссу и 18 марта закрепилась в нём. 30 июля дивизия перешла в состав 18-й армии. 17 августа 126-я пехотная дивизия дислоцируется возле Ладожского озера. В течение августа 1943 — января 1944 блокировала Ленинград. В феврале—июле дивизия в составе 18-й армии оборонялась под Псковом. В августе дивизия отошла в Латвию. В сентябре оборонялась в Риге. С октября 1944 по май 1945 в составе 18-й армии оборонялась в Курляндии. 8 мая 1945 капитулировала.

## Структура дивизии

### Структура в октябре 1940 года
- 422-й пехотный полк (Infanterie-Regiment 422)
- 424-й пехотный полк (Infanterie-Regiment 424)
- 426-й пехотный полк (Infanterie-Regiment 426)
- 126-й артиллерийский полк (Artillerie-Regiment 126)
- 126-й разведывательный батальон (Aufklärungs-Abteilung 126)
- 126-й инженерный батальон (Pionier-Bataillon 126)
- 126-й противотанковый батальон (Panzerjäger-Abteilung 126)
- 126-й дивизионный батальон связи (Divisions-Nachrichten-Abteilung 126)
- 126-й отдел снабжения (Divisions-Nachschubführer 126[2]

### Структура 7 июля 1941 года
- 126-я пехотная дивизия[3]
  - Штабная рота 126-й дивизии (2 пулемёта)
  - 126-й (моторизованный) картографический взвод
  - 422-й пехотный полк
    - Штабная рота полка
      - 1 взвод связи
      - 1 пионерный взвод (3 ручных пулемёта)
      - 1 взвод конной разведки
      - 1 полковой оркестр

    - 3 батальона
      - 3 пехотные роты (12 ручных пулемёта, три 50-мм миномёта)
      - 1 пулемётная рота (12 станковых пулемётов, шесть 80-мм миномётов)
      - 1 рота орудий поддержки пехоты (два 150-мм ПО и шесть 75-мм leIG)
      - 1 (моторизованная) противотанковая батарея (два 50-мм Pak 38, девять 37-мм Pak 36 и 4 ручных пулемёта)

  - 424-й пехотный полк: такой же, как 422-й пехотный полк
  - 426-й пехотный полк: такой же, как 422-й пехотный полк
  - 126-й разведывательный батальон
    - 1 (t-mot) взвод связи
    - 1 конный эскадрон (9 ручных пулемётов и 2 станковых пулемёта)
    - 1 велосипедный эскадрон (три 50-мм миномёта, 2 станковых пулемёта, 9 ручных пулемётов)
    - 1 (моторизованный) разведывательный эскадрон
    - 1 противотанковый взвод (1 ручной пулемёт и три 37-мм Pak 36)
    - 1 взвод пионеров (3 ручных пулемёта)
    - 1 взвод орудий поддержки пехоты (два 75-мм leIG)

  - 126-й противотанковый дивизион
    - 1 (моторизованный) взвод связи
    - 3 (моторизованные) противотанковые батареи (двенадцать 37-мм Pak 36 и 6 ручных пулемётов)

  - 126-й артиллерийский полк
    - Штаб полка
    - Полковой оркестр
    - Метеорологическая секция
    - 1-й, 2-й и 3-й батальоны, каждый в составе:
      - 1 штабная рота
      - Топографическая секция
      - 3 батареи (четыре 105-мм leFH и 2 ручных пулемёта)

    - 4-й артиллерийский дивизион
      - 1 штабная рота
      - 3 батареи (четыре 150-мм орудия sFH и 2 ручных пулемёта)

  - 126-й батальон связи
    - 1 (t-mot) телефонная рота
    - 1 (моторизованный) радиорота
    - 1 (моторизованный) колонна снабжения световых сигналов

  - 126-й пионерный батальон
    - 2 пионерские роты (9 ручных пулемётов)
    - 1 (моторизованный) пионерская рота (9 ручных пулемётов)
    - 1 лёгкая (моторизованная) колонна инженерного снабжения
    - 1 (моторизованная) мостовая колонна «B» (исключена к концу года)

  - 126-й батальон полевого пополнения (3 роты)
  - 126-й дивизионный отряд снабжения
    - 1-3/126-я лёгкие (моторизованное) колонны снабжения
    - 4-6/126-я конные колонны снабжения
    - 8-9/126-я лёгкие конные колонны снабжения
    - 126-я лёгкая колонна снабжения горючим
    - 126-я рота технического обслуживания (моторизованная)
    - 126-я лёгкая рота снабжения

  - 126-я (моторизованная) пекарня
  - 126-я (моторизованная) мясная секция
  - 126-я (моторизованная) секция квартирмейстера
  - 1/126-я (моторизованная) медицинская рота
  - 2/126-я (конная) медицинская рота
  - 126-й (моторизованный) полевой госпиталь
  - 1/,2/126-я санитарные колонны
  - 126-я ветеринарная рота
  - 126-й (моторизованный) взвод военной полиции
  - 126-я (моторизованная) полевая почта

### Структура в октябре 1943 года
- 422-й пехотный[4] полк (Grenadier-Regiment 422)
- 424-й пехотный полк[4] (Grenadier-Regiment 424)
- 426-й пехотный полк[4] (Grenadier-Regiment 426)
- 126-й стрелковый батальон (Divisions-Füsilier-Bataillon 126)
- 126-й артиллерийский полк (Artillerie-Regiment 126)
- 126-й инженерный батальон (Pionier-Bataillon 126)
- 126-й противотанковый артиллерийский дивизион (Panzerjäger-Abteilung 126)
- 126-й дивизионный батальон связи (Divisions-Nachrichten-Abteilung 126)
- 126-й отдел снабжения (Divisions-Nachschubführer 126)
- 126-й резервный батальон (Feldersatz-Bataillon 126)[2]

## Штаб дивизии

### Командиры
| 15 октября 1940 года — 8 октября 1942 года | Генерал от пехоты Лаукс Пауль    | нем. General d. Infanterie Paul Laux   | [ 5 ] |
| 8 октября 1942 года — 3 мая 1943 года      | Генерал-лейтенант Хоппе Гарри    | нем. Generalleutnant Harry Hoppe       | [ 5 ] |
| 3 мая 1943 года — 8 июля 1943 года         | Генерал-лейтенант Гофман Фридрих | нем. Generalleutnant Friedrich Hofmann | [ 5 ] |
| 8 июля 1943 года — 28 ноября 1943 года     | Генерал-лейтенант Гарри Хоппе    | нем. Generalleutnant Harry Hoppe       | [ 5 ] |
| 28 ноября 1943 года — 14 февраля 1945 года | Генерал-лейтенант Готтхард Фишер | нем. Generalleutnant Gotthard Fischer  | [ 5 ] |
| 14 февраля 1945 года — 8 мая 1945 года     | Генерал-майор Хэлинг Курт        | нем. Generalmajor Kurt Hähling         | [ 5 ] |

### Начальники штаба
| 5 октября 1940 года — 24 июня 1942 года | Подполковник фон Шевен Ханс-Георг | нем. Oberstleutnant Hans-Georg von Schaewen | [ 5 ] |
| 24 июня 1942 года — 25 мая 1944 года    | Подполковник Меркель Райнхард     | нем. Oberstleutnant Reinhard Merkel         | [ 5 ] |
| май 1944 — март 1945                    | Подполковник Циммер Эрнст         | нем. Oberstleutnant Ernst Zimmer            | [ 5 ] |

## Награждённые Рыцарским крестом Железного креста

### С дубовыми листьями
- Старший лейтенант Бремм Йозеф 23.12.1942 (Bremm, Josef 23.12.1942 Oberleutnant)
- Майор Хильгеманн Клаус 29.10.1944 (Hilgemann, Klaus 29.10.1944 Major)
- Капитан Хогриби Генри 14.04.1944 (Hilgemann, Klaus 29.10.1944 Major)
- Полковник Вульф Рудольф 19.08.1944 (Wulf, Rudolf 19.08.1944 Oberst)[6]

### Рыцарский крест

#### Штаб
- Полковник Готтхард Фишер 07.02.1944 (Fischer, Gotthard 07.02.1944 Oberst)
- Генерал-майор Хэлинг Курт 02.03.1945 (Haehling, Kurt 02.03.1945 Generalmajor)
- Генерал-лейтенант Лаукс Пауль 14.12.1941 (Laux, Paul 14.12.1941 Generalleutnant)[6]

#### 422 пехотный полк
- Оберфельдфебель Бауманн Пол 01.09.1943 (Baumann, Paul 01.09.1943 Oberfeldwebel)
- Старший лейтенант Брэк Гюнтер 27.08.1944 (Braake, Günter 27.08.1944 Oberleutnant)
- Старший лейтенант Диттлоф Генрих 10.09.1944 (Dittlof, Heinrich 10.09.1944 Oberleutnant)
- Полковник Фротшер Вернер 11.03.1945 (Dittlof, Heinrich 10.09.1944 Oberleutnant)
- Старший лейтенант Герман Герхард 15.04.1944 (Gehrmann, Gerhard 15.04.1944 Oberleutnant)
- Оберфельдфебель Гроссек Иоганн 21.01.1945 (Groscheck, Johann 21.01.1945 Oberfeldwebel)
- Старший лейтенант Хильгеманн Клаус 08.10.1942 (Hilgemann, Klaus 08.10.1942 Oberleutnant)
- Старший лейтенант Хогриб Генрих 17.08.1942 (Hogrebe, Heinrich 17.08.1942 Oberleutnant)
- Старший лейтенант Клоссек Эрнст 23.02.1942 (Klossek, Ernst 23.02.1942 Oberleutnant)
- Капитан Маррек Гюнтер 15.04.1944 (Marreck, Günther 15.04.1944 Hauptmann)
- Старший лейтенант Зейдел Генрих 14.12.1941 (Seidel, Heinrich 14.12.1941 Oberleutnant)
- Майор Вульф Рудольф 13.11.1942 (Wulf, Rudolf 13.11.1942 Major)[6]

#### 424 пехотный полк
- Подполковник Каппель Вильгельм 23.02.1944 (Cappel, Wilhelm 23.02.1944 Oberstleutnant)
- Полковник Хоппе Артур (Гарри) 12.09.1941 (Hoppe, Arthur (Harry) 12.09.1941 Oberst)
- Оберфельдфебель Клайн Курт 16.04.1944 (Klein, Kurt 16.04.1944 Oberfeldwebel)
- Старший лейтенант Марре Герберт 17.04.1945 (Marre, Herbert 17.04.1945 Oberleutnant)
- Старший лейтенант Уде Ганс 15.01.1943 (Uhde, Hans 15.01.1943 Oberleutnant)[6]

#### 426 пехотный полк
- Лейтенант Бремм Йозеф 18.02.1942 (Bremm, Josef 18.02.1942 Leutnant)
- Майор Бунзель Вилли 11.10.1941 (Bunzel, Willi 11.10.1941 Major)
- Полковник Дауберт Хеннинг 05.03.1945 (Daubert, Henning Dr. 05.03.1945 Oberst)
- Капитан Фаренберг Вольфганг 17.09.1944 (Fahrenberg, Wolfgang 17.09.1944 Hauptmann)
- Капитан Глетцер Карл 09.04.1944 (Glätzer, Karl 09.04.1944 Hauptmann)
- Фанен-юнкер — Штабс-фельдфебель Гамбургер Отто (Hamburger, Otto 04.10.1944 Fahnenjunker-Stabsfeldwebel)
- Оберфельдфебель Ганс Хайнрих 05.04.1945 (Hans, Heinrich 05.04.1945 Oberfeldwebel)
- Подполковник Хемман Альфред 21.08.1941 (Hemman, Alfred 21.08.1941 Oberstleutnant)
- Старший лейтенант Геркельманн Рудольф 30.04.1943 (Herkelmann, Rudolf 30.04.1943 Oberleutnant)
- Оберфельдфебель Гоффман Херберт 15.04.1944 (Hoffmann, Herbert 15.04.1944 Oberfeldwebel)
- Майор Голлер Альфред 05.04.1944 (Holler, Alfred 05.04.1944 Major)
- Унтер-офицер Кляйман Ганс 05.04.1945 (Kleinmann, Hans 05.04.1945 Unteroffizier)
- Лейтенант Куршайд Ганс 28.10.1944 (Kurscheid, Hans 28.10.1944 Leutnant)
- Старший лейтенант Вехсунг Вилли 01.10.1943 (Wechsung, Willi 01.10.1943 Oberleutnant)
- Капитан Винке Вальтер 20.08.1942 (Wienke, Walter 20.08.1942 Hauptmann)[6]

#### 126-й артиллерийский полк
- Лейтенант Фере Зигфрид 13.12.1942 (Fehre, Siegfried 13.12.1942 Leutnant)
- Полковник Люнебург Пауль 05.09.1944 (Lüneburg, Paul 05.09.1944 Oberst)
- Лейтенант Нойманн Отто-Карл 05.04.1945 (Neumann, Otto-Karl 05.04.1945 Leutnant)[6]

#### 126-й стрелковый батальон
- Унтер-офицер группен-фюрер Кихленер Эрнст 23.10.1944 (Neumann, Otto-Karl 05.04.1945 Leutnant)
- Унтер-офицер Клее Фридрих 21.01.1945 (Klee, Friedrich 21.01.1945 Unteroffizier)
- Капитан Ремер Рихард 28.03.1945 (Rehmer, Richard 28.03.1945 Hauptmann)
- Капитан Рутковски Альфред 15.04.1944 (Rutkowski, Alfred 15.04.1944 Hauptmann)
- Старший лейтенант Шрётер Антон 26.03.1944 (Schroeter, Anton 26.03.1944 Oberleutnant)[6]